# Naturmoorbad Fleckl

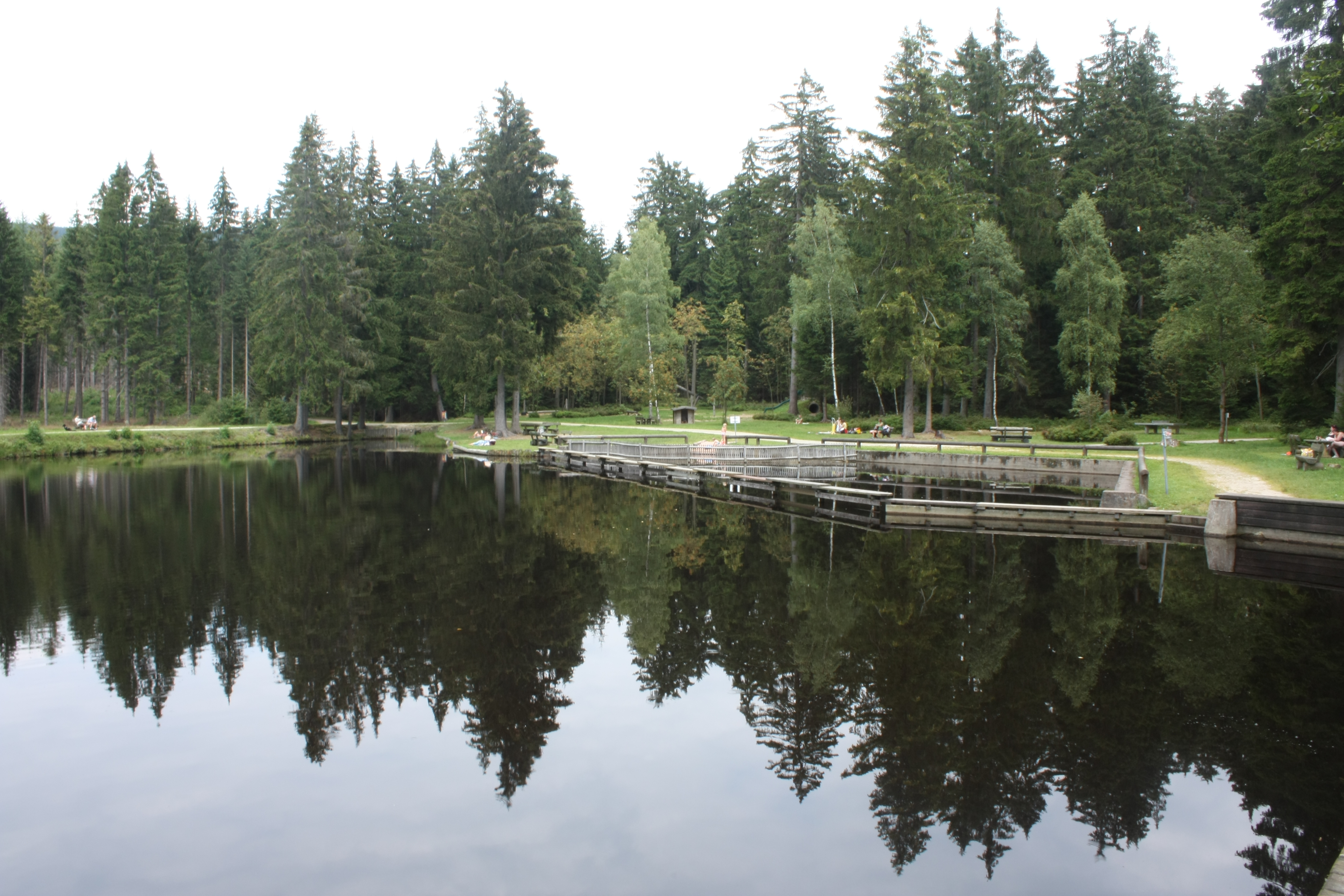
Badeweiher des Naturmoorbades

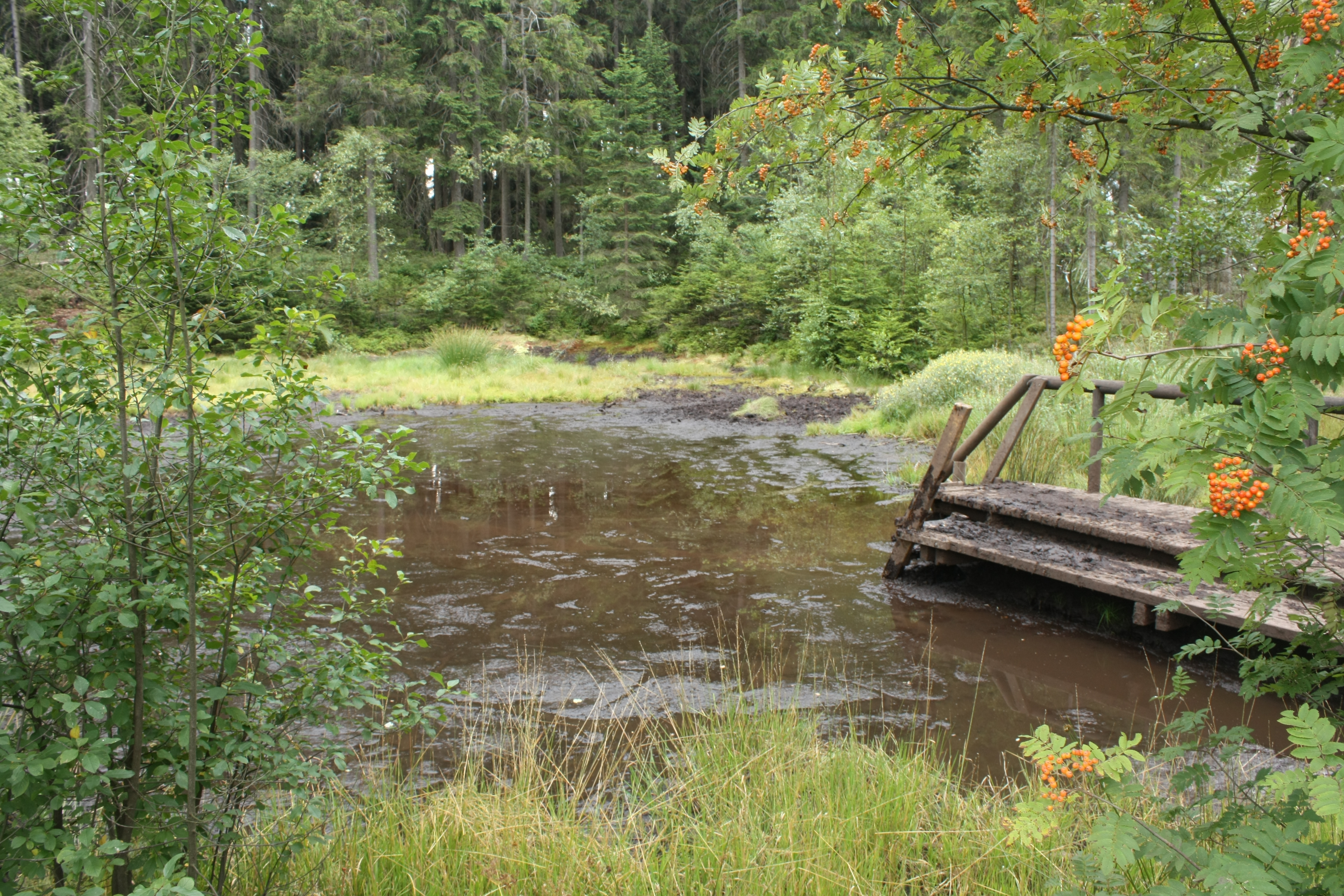
Moorfläche des Naturmoorbades

Das Naturmoorbad Fleckl liegt im Warmensteinacher Gemeindeteil Fleckl am Fuße des Ochsenkopfes im Fichtelgebirge.

## Geschichte
Das Naturmoorbad entstand aus einem Weiher, der 1855 künstlich für die Flößerei von Stückholz aus dem Fichtelgebirge nach Bayreuth angelegt wurde. Dieser Weiher wurde Neuer Weiher genannt. In 1960er Jahren wurde er als Badeweiher ausgebaut und wird seither durch ehrenamtlichen Einsatz und die Gemeinde Warmensteinach gepflegt.

## Umfang der Anlage
Es stehen neben der Wasserfläche für Schwimmer (1,5–3,5 m Wassertiefe) noch ein Nichtschwimmerbereich und ein Kinderbecken (30 cm Wassertiefe) zur Verfügung. Das Wasser ist stark von Schwebstoffen des Moores durchsetzt. Das Besondere ist jedoch ein Bereich am Waldrand mit einer Naturmoorfläche, die zum Baden im Moor verwendet werden kann. Sanitäranlagen mit Kaltwasserduschen, ein großer Kinderspielplatz und die Liegewiese ergänzen die Anlage. Der Eintritt ist kostenlos.